# اکایا، ایاش
اکایا، ایاش (به لاتین: Akkaya, Ayaş) یک منطقهٔ مسکونی در ترکیه است که در ناحیه آناتولی مرکزی واقع شده‌است.

## خصوصیات
اکایا ۴۸۸ نفر جمعیت دارد و ۵۸۲ متر بالاتر از سطح دریا واقع شده‌است.